# NUDE (田原俊彦の曲)
「NUDE」（ぬーど）は、1990年11月28日にリリースした田原俊彦の38作目のシングル。

## リリース
1990年11月28日に、ポニーキャニオンのNAVレーベルから、8cmCDとCTの2形態で発売された。今作から、CTのマスタープリントの仕様が変更され『デジタル・ダイレクト・サウンド』を採用している。
VHSは1991年2月6日に、同じくポニーキャニオンから発売された。

## 記録
デビュー曲である「哀愁でいと」から10年半続いた、38曲連続オリコンチャートベスト10の記録が、今作で途絶えた。

## 収録曲
| #         | タイトル  | 作詞      | 作曲       | 編曲                                  | 時間 |
| --------- | --------- | --------- | ---------- | ------------------------------------- | ---- |
| 1.        | 「NUDE」  | 並河祥太  | 荒木真樹彦 | 船山基紀 コーラスアレンジ: 荒木真樹彦 | 4:29 |
| 2.        | 「海賊」  | 松井五郎  | 羽田一郎   | 羽田一郎・船山基紀                    | 4:20 |
| 合計時間: | 合計時間: | 合計時間: | 合計時間:  | 合計時間:                             | 8:49 |

| #         | タイトル                       | 作詞      | 作曲       | 編曲                                  | 時間  |
| --------- | ------------------------------ | --------- | ---------- | ------------------------------------- | ----- |
| 1.        | 「NUDE」                       | 並河祥太  | 荒木真樹彦 | 船山基紀 コーラスアレンジ: 荒木真樹彦 | 4:29  |
| 2.        | 「NUDE」(オリジナル・カラオケ) |           |            |                                       | 4:29  |
| 3.        | 「海賊」                       | 松井五郎  | 羽田一郎   | 羽田一郎・船山基紀                    | 4:20  |
| 4.        | 「海賊」(オリジナル・カラオケ) |           |            |                                       | 4:20  |
| 合計時間: | 合計時間:                      | 合計時間: | 合計時間:  | 合計時間:                             | 17:38 |

| #  | タイトル | 作詞     | 作曲       | 編曲                                  |
| -- | -------- | -------- | ---------- | ------------------------------------- |
| 1. | 「NUDE」 | 並河祥太 | 荒木真樹彦 | 船山基紀 コーラスアレンジ: 荒木真樹彦 |